# ニューヨーク・コレクション

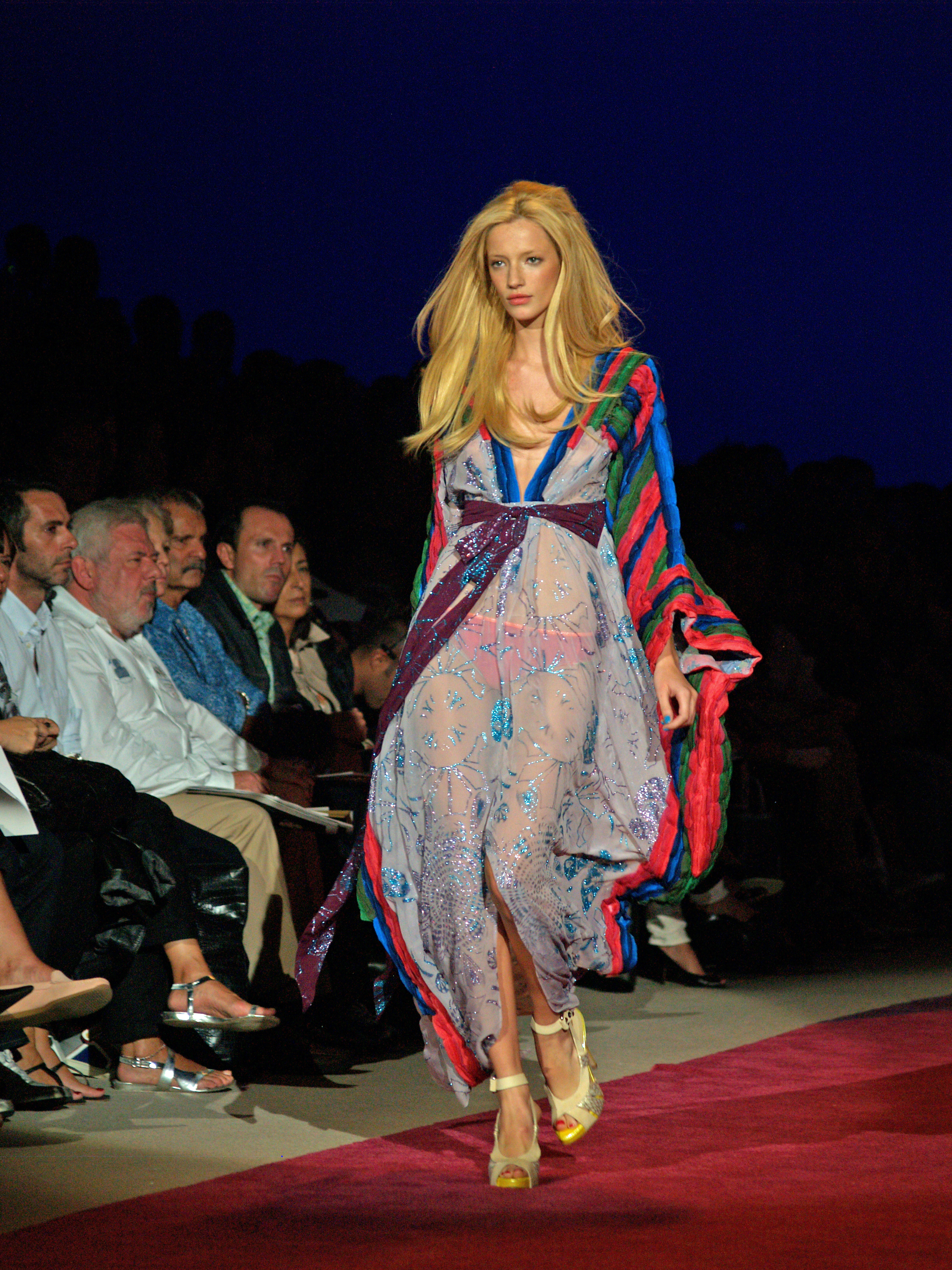
ニューヨーク・コレクション2009年

ニューヨーク・コレクション (英語：New York Fashion Week) は、1962年にアメリカ・ファッション・デザイナー協議会 (CFDA) が発足されて以来、ニューヨークで開催されているプレタポルテのコレクションである。2021年、「ニューヨーク・ファッションウィーク」を「アメリカンコレクションズカレンダー」（American Collections Calendar）に改名すると発表した。

## 解説
パリコレ、ミラノコレクションなどといった他のコレクションに比べ、現実の生活を意識したキャリアのための実用的な服が多いのが特徴である。女性モデルがメインであり、日本人モデルなど東洋の出身は少ない傾向にある。男性モデルは女性モデルをエスコートする役としての出演となる。